# 黑背圓頜針魚
黑背圓頜針魚，又稱叉尾鶴鱵，俗名水針、青鋸，為輻鰭魚綱鶴鱵目鶴鱵亞目鶴鱵科的其中一種。

## 分布
本魚分布於印度西太平洋區，包括東非、日本南部、台灣、澳洲等海域。

## 深度
水深1至40公尺。

## 特徵
本魚背部呈藍灰色，腹部較白，口裂大，上下頷等長，側線位於腹側，鱗細小，側線沿腹緣縱走，達尾鰭基底臀鰭末端後方至尾柄基部的側線部位有一明顯的黑色隆起線，為本種魚和本科其他魚種的最大分別。背鰭軟條數24至27枚，臀鰭軟條數22至24枚，尾鰭深開叉，其下部較延長。體長可達100公分。

## 生態
棲息於離岸較遠處，以小魚為食。魚卵產在海藻及漂流樹枝上。夏天時，本種魚會非常肥美。

## 經濟利用
食用魚，以炭火慢烤，待熟後擠檸檬汁於魚體上，鮮美可口或煮薑絲清湯，味更美。因口中常有寄生蟲寄生，在處理時，應將頭部去除。

## 扩展阅读
維基物種上的相關：黑背圓頜針魚